# Poslední mise
Poslední mise (v německém originále Final Contract: Death on Delivery) je německý akční film z roku 2006. Režisérem filmu je Axel Sand. Hlavní role ve filmu ztvárnili Drew Fuller, Tanja Wenzel, Ken Bones, Sam Douglas a Alison King.

## Obsazení
| Drew Fuller  | David    |
| Tanja Wenzel | Jenny    |
| Ken Bones    | Hillman  |
| Sam Douglas  | Strasser |
| Alison King  | Lara     |
| Tim Steed    | Koch     |
| Joel Kirby   | Sniper   |
| Lars Brause  |          |